# Petre Barbu
Petre Barbu (Galați, 1962. július 20. –) román író és drámaíró.
A Galați-i Műszaki Egyetemen végzett, 1992 óta a Capital című folyóirat szerkesztője. Elbeszélései az Amfiteatru, az Echinox, a Luceafărul, a Convorbiri literare, a România literară, a Contrapunct, az Amerikai Egyesült Államok-beli Agora, valamint a Familia című irodalmi lapokban jelentek meg. 1994-ben Soros-ösztöndíjban részesült.
Első kötete 1993-ban jelent meg a Cartea Romănească kiadónál, amelyet számos további kötet követett. Legújabb művét „Tatăl nostru care ești în supermarket” (Mi atyánk, ki vagy a szupermarketben) címen 2006-ban adta ki a Liternet kiadó. A színdarab elektronikus formában is elérhető.

## Külső hivatkozás
- Petre Barbu drámájának internetes változata (románul)